# Smerinthulus designata
Smerinthulus designata es una especie de polilla de la familia Sphingidae. Vuela en China.